# Cuauhtémoc (Chihuahua)
Cuauhtémoc, también conocida como Ciudad Cuauhtémoc, es una ciudad mexicana situada en el estado de Chihuahua, cabecera del municipio homónimo. Se ubica en la zona central del estado, a 105 km al suroeste de la capital estatal, Chihuahua.
Está considera como la puerta de entrada a la región de la Sierra Tarahumara. Es reconocida por ser la región manzanera más productiva de Latinoamérica, la puerta de entrada a la Sierra Tarahumara y Tierra de las Tres Culturas: la rarámuri, la menonita y la mestiza.[cita requerida]
Es la tercera ciudad más poblada del estado, detrás de Ciudad Juárez y Chihuahua.

## Historia

### Antecedentes
Cuauhtémoc es una ciudad joven. Antes de que los menonitas llegaran a México en la década de 1920, lo que luego se convertiría en Cuauhtémoc era poco más que una estación de aprovisionamiento de ferrocarril llamada "San Antonio de los Arenales" con algunas tiendas. Solo con el asentamiento de los menonitas comenzó a desarrollarse lentamente un asentamiento más grande, que inicialmente sirvió principalmente como centro comercial con los menonitas. 
Por eso la población en 1953 era todavía muy bajo, sólo de poco menos de 3,000, compuesta casi en su totalidad por mexicanos, con la excepción de personas nacidas en el extranjero que llegaron allí como comerciantes y muy pocos menonitas. Un ferrocarril, una carretera y una línea de autobús conectaban Cuauhtémoc con Chihuahua.
El formidable movimiento agrícola, ganadero y comercial que distinguía a Villa Cuauhtémoc hacia 1947, desató el ánimo contagiante en la administración municipal de Emilio Miramontes Ordóñez.
El alcalde, el Ayuntamiento y representaciones económicas y sociales, solicitaron al Congreso del Estado, el reconocimiento para Cuauhtémoc como ciudad.
Así, lo que para 1933 apareciera como uno de los ranchos de la jurisdicción de Cusihuiráchic con el nombre de San Antonio, que con el paso del ferrocarril por los dominios del latifundio Zuloaga y el establecimiento de una estación de tren, cobró importancia, convirtiéndose inmediatamente en lugar de embarque de los productos agrícolas y ganaderos de la región, así como los ricos minerales procedentes de Cusihuiráchic y otros centros mineros de la sierra.
Trabajo y necesidades de venta de productos, alimentos y hospedaje, motivaron que en las cercanías de la estación ferroviaria surgieran viviendas de los conocidos comerciantes. 
La aparente anarquía de las primeras construcciones se convirtió en orden definido cuando por urgencia de reubicación de los rancheros, aparceros o medieros de El Moyote, Ojo Caliente, Arroyo de Dolores y Napavéchic recibieron las primeras 16 manzanas trazadas por la familia Zuloaga, arrancando con ello la urbanización de este centro poblacional.

### Constitución como municipio
Su desarrollo tuvo lugar al aumentar de población y ese mismo año fue constituida en una Sección Municipal de Cusihuiriachi, llamada San Antonio de los Arenales. Ante el crecimiento, el Congreso de Chihuahua resolvió constituir a San Antonio de Arenales en Independiente, dándole el rango de Municipio, llevando el nombre de Cuauhtémoc, honrando al último Rey-Tlatoani azteca.
El 9 de enero de 1948, por decreto publicado por el gobernador Fernando Foglio Miramontes, Cuauhtémoc alcanzó el rango de ciudad.
| 1833             | 1847     | 1920                              | 1929             | 1948              |
| ---------------- | -------- | --------------------------------- | ---------------- | ----------------- |
| Estación bandera | Arenales | Pueblo de San Antonio de Arenales | Villa Cuauhtémoc | Ciudad Cuauhtémoc |

## Demografía
De acuerdo con el censo realizado en 2020 por el Instituto Nacional de Estadística y Geografía (INEGI), en Cuauhtémoc había un total de 135 586 habitantes, de los que 69 677 eran mujeres y 65 909, hombres.
En 2020 la cantidad de viviendas particulares en la ciudad era de 50 878, de las que 43 581 se encontraban habitadas.
| Gráfica de evolución demográfica de Cuauhtémoc entre 1910 y 2020 |
|                                                                  |
| Fuente: Instituto Nacional de Estadística y Geografía.           |

## Educación
La ciudad de Cuauhtémoc cuenta con algunas instituciones de educación superior que cubren buena parte de la demanda educativa en el noroeste del estado de Chihuahua. La institución con mayor número de alumnos es el Instituto Tecnológico de Ciudad Cuauhtémoc (ITCC), el cual es de régimen público, seguido de la Universidad Autónoma de Cd.Juárez (UACJ), así como un campus de la Universidad Autónoma de Chihuahua (UACh) ya que ésta es la máxima casa de estudios del estado, a la par de la Universidad Tecnológica de Chihuahua (UTCH) que cuenta con diferentes unidades dentro del estado, entre otros que se encuentran otras instituciones educativas del nivel medio superior como es el CBTa 90, Cecytech 8, emsad 30, Conalep, el COBACH 14, Colegio Cuauhtémoc, Colegio Pierre Faure y Preparatoria Trilingüe Gestalt entre otras.[cita requerida]

## Eventos y festivales
- La manzana de la discordia

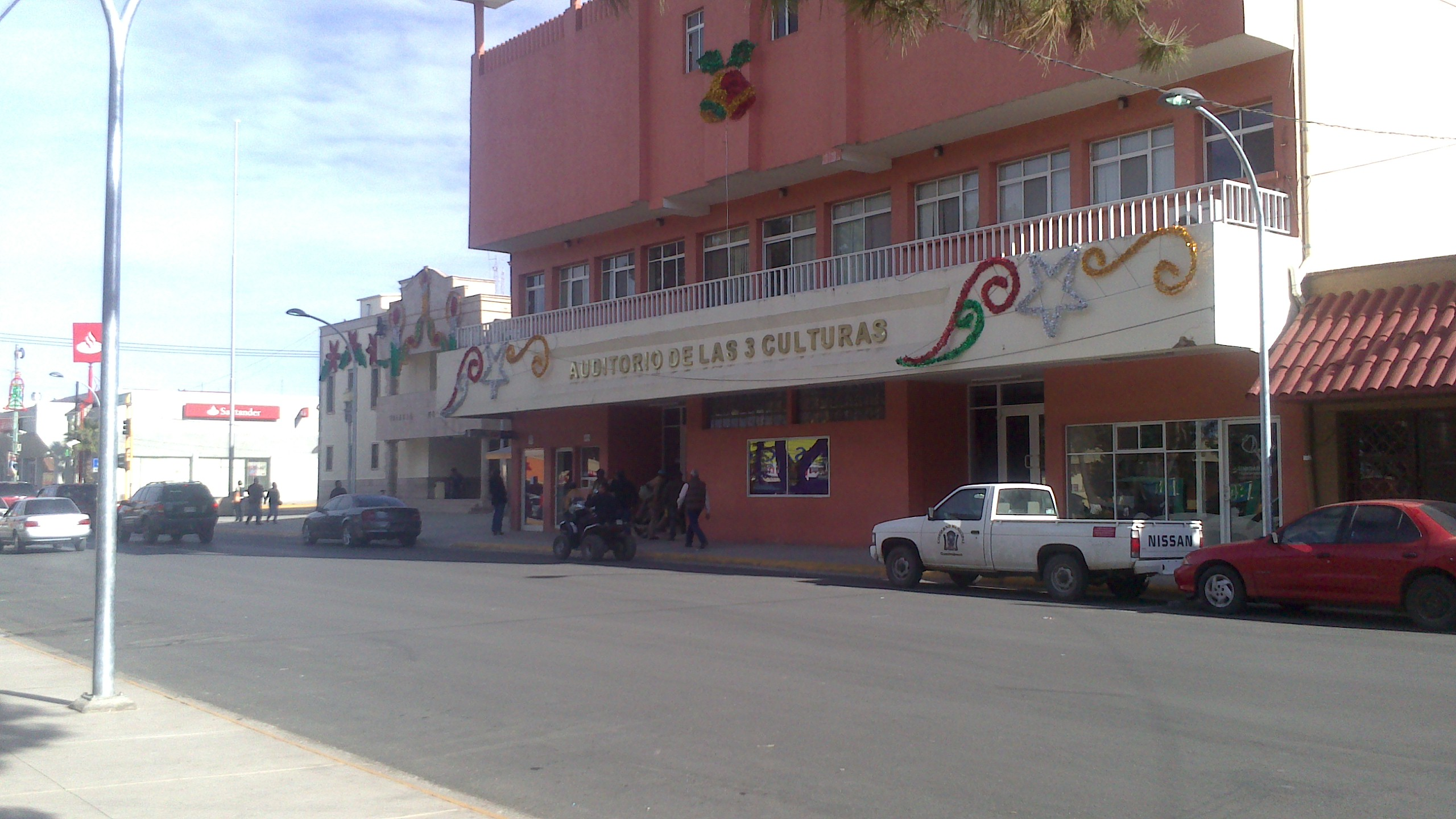
El Teatro de las Tres Culturas en Cuauhtémoc, Chihuahua.

Es un film de Rafael Goyri que tiene como propósito el llevar a conocer diferentes rincones de México, en esta primera ocasión se miran en la película varios paisajes de la sierra tarahumara como es la cascada de Basaseachi y parte de la localidad de Cuauhtémoc.
- Simposium Internacional del Manzano

Cuauhtémoc es la región productora manzanera más importante de Latinoamérica, debido al excelente cultivo del manzano, el uso de tecnología, al número de productores, la cantidad de hectáreas plantadas y los premios nacionales e internacionales. Todo esto aunado al encuentro que se celebra en la Asociación de Manzaneros contando con expositores, investigadores y científicos del mundo para analizar los avances y nuevas tecnologías del manzano.
- Festival de las 3 Culturas

Festival multidisciplinario de expresión y difusión de las bellas artes, conocido como el festival de las tres culturas, Rarámuri, Mestiza y Menonita. Se presentan propuestas, de música, danza, conciertos bailes tradicionales y autóctonos de su cultura. Presentaciones de artistas locales, nacionales e internacionales.
- Expo-Menonita

Evento menonita en donde se exhiben productos y servicios de fabricantes, empresarios, agricultores y ganaderos interesados en comercializar sus productos ante los habitantes de la región e importantes compradores nacionales y extranjeros. En el marco de esta celebración se llevan a cabo actividades artísticas y culturales, así como también muestra gastronómica de la cultura menonita.
- Congreso Regional de Mediación

Evento académico de prestigio local y nacional, donde reconocidos ponentes de talla nacional y estatal en el tema de la mediación y los procesos restaurativos llevan a cabo mesas panel, conferencias y talleres al público en general. El Congreso Regional de Mediación tiene un particularidad que lo diferencia de otros eventos en el país al tener como primicia la participación de miembros de la comunidad menonita y rarámuri, pues su eslogan es "Tres culturas construyendo puentes a la paz". Hasta el año 2019 se han celebrado un total de cinco ediciones y por lo general se lleva a cabo la primera semana del mes de abril. Este evento ha recibido ponentes de gran prestigio nacional e internacional como el Doctor Jorge Pesqueira Leal, padre de la mediación en México, quien ha acudido en las tres últimas ediciones.

## Economía
La ciudad de Cuauhtémoc se encuentra en la llamada "Ruta de la Manzana" que cubre los municipios de Cuauhtémoc, Cusihuiriachi, Carichí y Guerrero, esta ruta produce manzana;  cierta parte del área de la entrada y salida de la ciudad hacia la ciudad de Chihuahua, están cubiertos con huertas de manzana, una de las principales compañías productoras de manzana es La Norteñita S.A., que tiene su sede en Cuauhtémoc. La producción de manzana es el principal pilar económico de la ciudad, aunque también, uno hay una creciente actividad comercial debido a que es un punto de reunión de los pueblos y ranchos aledaños en donde se han establecido compañías mineras que han traído al municipio ingresos.
Además se encuentra el Corredor Comercial Menonita, localizado sobre la carretera a Álvaro Obregón, es considerado la zona comercial más grande de la ciudad, aquí se localizan comercios dedicados a la importación de insumos y maquinaria agrícola, provenientes de EE. UU.  y Canadá. Además de diversas fábricas de índole muy variada, como manufactura de productos especializados en el ahorro de energía y aislamiento térmico para la construcción de viviendas hasta industrias procesos lácteos muy reconocidas a nivel estatal.

### Carreteras

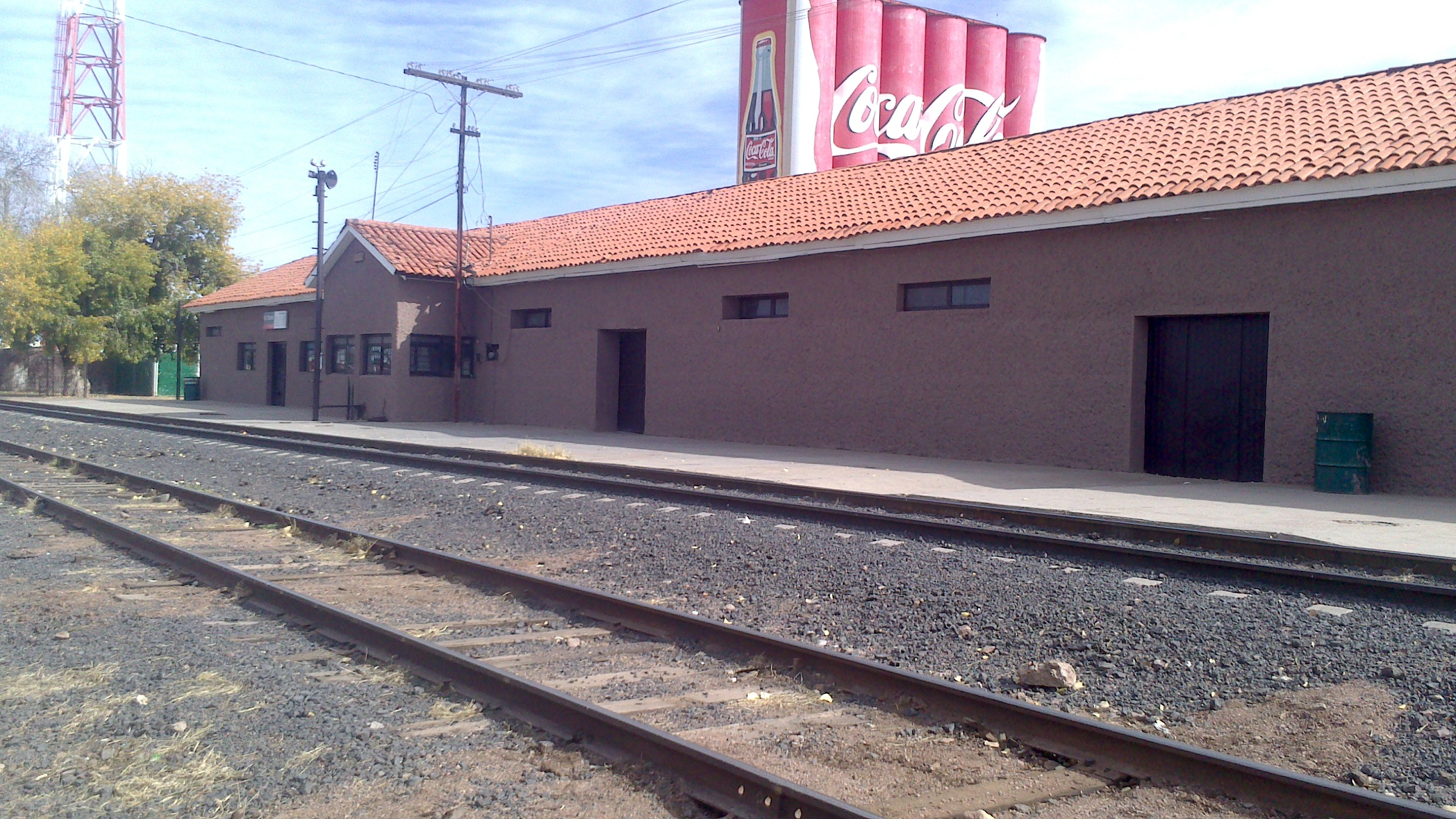
La estación del Chepe en Cuauhtémoc, Chihuahua.

La principal vía de comunicación de Cuauhtémoc es la Carretera Federal 16, que lo enlaza por el este con la ciudad de Chihuahua y hacia el oeste con poblaciones serranas como La Junta y Basaseachi, y posteriormente continúa hacia Hermosillo y Bahía de Kino, Sonora. Desde Ciudad Guerrero hasta Chihuahua la carretera 16 es una autopista de cuatro carriles, siendo de cuota el tramo de Chihuahua a Cuauhtémoc.
La Carretera estatal 16 de Chihuahua tiene su origen en Cuauhtémoc y lo comunica con el noroeste del estado, siendo su primera tramo de Cuauhtémoc a Colonia Álvaro Obregón autopista de cuatro carriles libre, de ese punto comunica con Nuevo Casas Grandes. Otra carretera estatal la comunica con Colonia Anáhuac y San Andrés, que se une con la Carretera Federal 16 en Santa Isabel, esta carretera funciona como ramal libre de cuota de la carretera federal.
Otras dos carretera estatales la comunican hacia el sur, la primera con Cusihuiriachi y la segunda con Carichí, desde donde continúa hacia Sisoguichi en el municipio de Bocoyna.

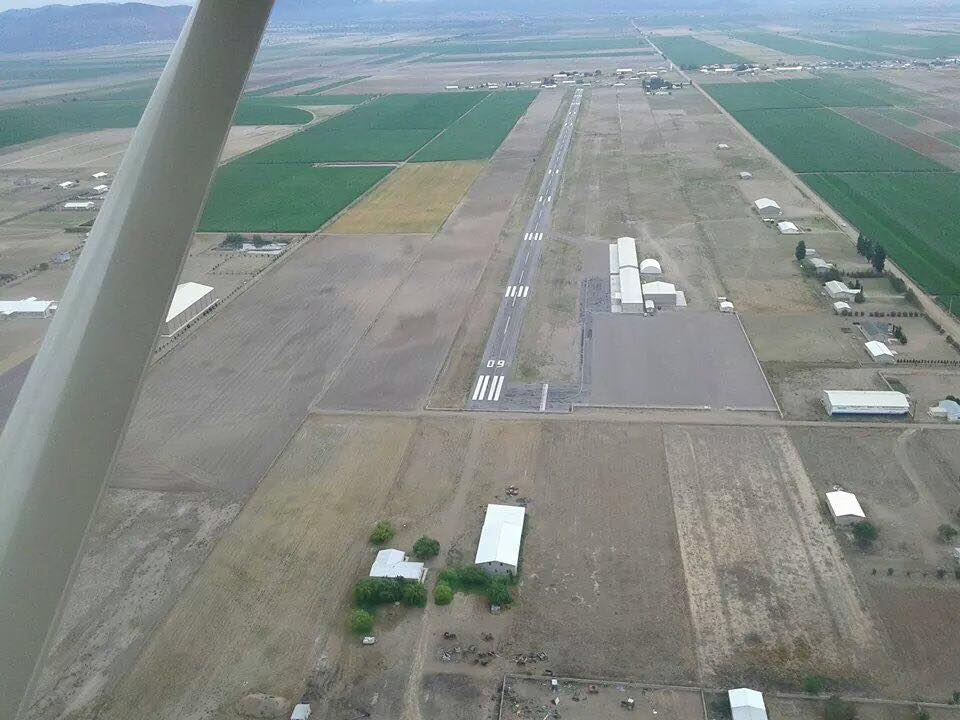
Vista aérea del Aeroclub Manitoba

### Aeródromo
El municipio de Cuauhtémoc cuenta con un aeródromo regional (Aeroclub Manitoba) ubicado en el kilómetro 28.5 de la carretera Cuauhtémoc a Álvaro Obregón (Rubio), existe el servicio de taxi aéreo, escuela de aviación (Escuela de aviación Aeroclub Manitoba), hangares, transporte, combustible (Avgas 100LL). La pista pavimentada tiene una longitud de 1680 m y una anchura de 16 m, capaz de recibir aviones turbohélice y jets pequeños. El aeródromo está a 20 minutos de la ciudad, cercano a diversos restaurantes y hoteles de la zona.

### Ferrocarril
Cuauhtémoc es una de las principales estaciones del Ferrocarril Chihuahua al Pacífico, que proviene desde Ojinaga y culmina en Topolobampo, Sinaloa. Este ferrocarril es mayoritariamente turístico, pues lleva a atractivos como Creel y las barrancas del Cobre

### Medios de comunicación

#### Internet
La ciudad cuenta con servicio de internet dado por Cablemás, Izzi Telecom, Telmex y Axtel. Aunque también cuenta con servicios privados, prestados por un negocio independiente.

#### Televisión de paga
La ciudad cuenta con los servicios de SKY México, Dish México, Cablemás e Izzi Telecom.

#### Televisión abierta
| Estación  | TDT | Subcanal                                        | Grupo televisivo                    |
| --------- | --- | ----------------------------------------------- | ----------------------------------- |
| XHCHU-TDT | 20  | 11.1 HD - Canal Once 11.2 SD - Canal Once Niños | Instituto Politécnico Nacional      |
| XHECH-TDT | 21  | 7.1 HD - Azteca 7                               | TV Azteca Chihuahua                 |
| XHECH-TDT | 21  | 7.2 HD - Azteca 7.2 a+                          | TV Azteca Chihuahua                 |
| XHECH-TDT | 21  | 7.3 HD - Azteca 7.3                             | TV Azteca Chihuahua                 |
| XHIT-TDT  | 23  | 1.3 HD - Azteca 13 - 1 Hora                     | TV Azteca Chihuahua                 |
| XHCHZ-TDT | 24  | 5.1 HD - Canal 5                                | Televisa                            |
| XHCTH-TDT | 33  | 28.1 HD - Canal 28.1 28.2 SD - Canal 28.2       | Sistema Regional de Televisión A.C. |
| XHCCH-TDT | 49  | 2.1 HD - Las Estrellas                          | Televisa                            |

#### Radio
Amplitud Modulada
| Frecuencia kHz | Estación | Nombre                      | Ubicación del transmisor | Potencia kW  | Operador | Notas |
| 550            | XEPL-AM  | La Super Estación + 91.3 FM |                          | 5.0d / 0.15n | ¿?       |       |

Frecuencia Modulada
| Frecuencia kHz | Estación  | Nombre            | Ubicación del transmisor | Potencia kW | Operador                          | Notas                                        |  |
| 89.7           | XHEDP-FM  | La Ranchera       | ¿?                       | 10          | Plataforma SOMER                  |                                              |  |
| 91.3           | XHEPL-FM  | La Super Estación |                          | 25.0        | ¿?                                | Cambio de frecuencia de la estación XEPL-AM. |  |
| 92.9           | XHER-FM   | Estéreo Romance   | ¿?                       | 9.52        | Grupo BM Radio                    |                                              |  |
| 98.3           | XHDT-FM   | Like FM           | ¿?                       | 25.0        | GRD Multimedia                    |                                              |  |
| 99.9           | XHCTC-FM  | La Caliente       | ¿?                       | 50.0        | Multimedios Radio                 |                                              |  |
| 103.3          | XHPCCC-FM | Hits FM           | ?                        | 25.0        | Multimedios Radio                 | en instalación.                              |  |
| 104.1          | XHCDH-FM  | La Sabrosita      | ¿?                       | 3.0         | Grupo BM Radio                    |                                              |  |
| 105.7          | XHRUC-FM  | Radio Universidad | Campus UACh Cuauhtémoc   | 3 kW        | Universidad Autónoma de Chihuahua |                                              |  |

## Clima
El clima de Cuauhtémoc es considerado de acuerdo con la clasificación de Vladímir Köppen como Semiárido templado-frío (BSk), modificada por Enriqueta García, como templado templado semiseco. La ciudad se encuentra en la zona de transición entre la meseta y la sierra, en las estribaciones de la sierra madre occidental con una altitud de 2060 m s. n. m. La temperatura media anual es de 10 a 14 °C, durante el transcurso del año la temperatura generalmente varía de -2 °C a 29 °C y rara vez baja a menos de -7 °C o sube a más de 33 °C, por lo cual tiene veranos de temperatura templada, pero sus inviernos son moderadamente fríos y su régimen de lluvias es algo deficitario.
Julio, agosto y septiembre son la temporada de lluvias, generadas por el monzón norteamericano, con frecuentes tormentas al final de la tarde y principios de la noche. La precipitación media anual es de 450 mm.
Los meses más calurosos son mayo, junio y julio, siendo junio el mes más cálido con una temperatura máxima promedio de 30 °C. La temperatura más alta registrada fue de 35 °C en junio de 1982
Los meses más fríos son diciembre, enero y febrero, es habitual que en la noche se alcancen temperaturas bajo cero o cercanas al punto de congelación. La temperatura diurna puede llegar a mantenerse debajo de 7 °C y por las madrugadas caer hasta -15 °C si hay frentes fríos de origen ártico. Las nevadas no son muy raras y en promedio solo ocurren una cada año, aunque puede haber años sin nevadas y años con numerosas nevadas, hasta más de cuatro o cinco.
En febrero de 2011, una fuerte ola de frío ártico originó una gota fría e hizo descender la temperatura a −19 °C, con una sensación térmica de −29 °C, rompiendo el récord previo de −16 °C establecido en diciembre de 1975. En enero de 2025 tras dos nevadas se rompió nuevamente el récord de 1975, esta vez siendo una temperatura de -16.4 °C 
| Parámetros climáticos promedio de C.R.M. Cuauhtemoc, Chihuahua (2090 msnm) (Estadística mensual) | Parámetros climáticos promedio de C.R.M. Cuauhtemoc, Chihuahua (2090 msnm) (Estadística mensual) | Parámetros climáticos promedio de C.R.M. Cuauhtemoc, Chihuahua (2090 msnm) (Estadística mensual) | Parámetros climáticos promedio de C.R.M. Cuauhtemoc, Chihuahua (2090 msnm) (Estadística mensual) | Parámetros climáticos promedio de C.R.M. Cuauhtemoc, Chihuahua (2090 msnm) (Estadística mensual) | Parámetros climáticos promedio de C.R.M. Cuauhtemoc, Chihuahua (2090 msnm) (Estadística mensual) | Parámetros climáticos promedio de C.R.M. Cuauhtemoc, Chihuahua (2090 msnm) (Estadística mensual) | Parámetros climáticos promedio de C.R.M. Cuauhtemoc, Chihuahua (2090 msnm) (Estadística mensual) | Parámetros climáticos promedio de C.R.M. Cuauhtemoc, Chihuahua (2090 msnm) (Estadística mensual) | Parámetros climáticos promedio de C.R.M. Cuauhtemoc, Chihuahua (2090 msnm) (Estadística mensual) | Parámetros climáticos promedio de C.R.M. Cuauhtemoc, Chihuahua (2090 msnm) (Estadística mensual) | Parámetros climáticos promedio de C.R.M. Cuauhtemoc, Chihuahua (2090 msnm) (Estadística mensual) | Parámetros climáticos promedio de C.R.M. Cuauhtemoc, Chihuahua (2090 msnm) (Estadística mensual) | Parámetros climáticos promedio de C.R.M. Cuauhtemoc, Chihuahua (2090 msnm) (Estadística mensual) |
| Mes                                                                                              | Ene.                                                                                             | Feb.                                                                                             | Mar.                                                                                             | Abr.                                                                                             | May.                                                                                             | Jun.                                                                                             | Jul.                                                                                             | Ago.                                                                                             | Sep.                                                                                             | Oct.                                                                                             | Nov.                                                                                             | Dic.                                                                                             | Anual                                                                                            |
| ------------------------------------------------------------------------------------------------ | ------------------------------------------------------------------------------------------------ | ------------------------------------------------------------------------------------------------ | ------------------------------------------------------------------------------------------------ | ------------------------------------------------------------------------------------------------ | ------------------------------------------------------------------------------------------------ | ------------------------------------------------------------------------------------------------ | ------------------------------------------------------------------------------------------------ | ------------------------------------------------------------------------------------------------ | ------------------------------------------------------------------------------------------------ | ------------------------------------------------------------------------------------------------ | ------------------------------------------------------------------------------------------------ | ------------------------------------------------------------------------------------------------ | ------------------------------------------------------------------------------------------------ |
| Temp. máx. abs. (°C)                                                                             | 23                                                                                               | 24                                                                                               | 26.6                                                                                             | 30                                                                                               | 33                                                                                               | 35                                                                                               | 35                                                                                               | 32                                                                                               | 29                                                                                               | 29                                                                                               | 28.7                                                                                             | 23.2                                                                                             | 35                                                                                               |
| Temp. máx. media (°C)                                                                            | 14.5                                                                                             | 16.8                                                                                             | 19.8                                                                                             | 23.2                                                                                             | 26.7                                                                                             | 30.3                                                                                             | 28.1                                                                                             | 25.9                                                                                             | 24.9                                                                                             | 22.0                                                                                             | 18.1                                                                                             | 16.4                                                                                             | 21.2                                                                                             |
| Temp. media (°C)                                                                                 | 6.3                                                                                              | 7.7                                                                                              | 10.5                                                                                             | 13.6                                                                                             | 16.3                                                                                             | 20.8                                                                                             | 20.4                                                                                             | 19.3                                                                                             | 17.8                                                                                             | 13.7                                                                                             | 8.9                                                                                              | 7.3                                                                                              | 12.5                                                                                             |
| Temp. mín. media (°C)                                                                            | -1.9                                                                                             | -1.4                                                                                             | 1.2                                                                                              | 3.9                                                                                              | 5.9                                                                                              | 11.3                                                                                             | 12.6                                                                                             | 12.8                                                                                             | 10.7                                                                                             | 5.4                                                                                              | -0.3                                                                                             | -1.7                                                                                             | 3.8                                                                                              |
| Temp. mín. abs. (°C)                                                                             | -16.4                                                                                            | -19                                                                                              | -7.1                                                                                             | -6                                                                                               | -1                                                                                               | 5                                                                                                | 8.5                                                                                              | 8                                                                                                | 2.5                                                                                              | -2                                                                                               | -9                                                                                               | -14.5                                                                                            | -19                                                                                              |
| Precipitación total (mm)                                                                         | 23.4                                                                                             | 4.1                                                                                              | 14.2                                                                                             | 8.1                                                                                              | 8.9                                                                                              | 54.1                                                                                             | 103.4                                                                                            | 148.1                                                                                            | 104.0                                                                                            | 31.5                                                                                             | 11.2                                                                                             | 23.6                                                                                             | 451.1                                                                                            |
| Días de nevadas (≥ 1 mm)                                                                         | 0.46                                                                                             | 0.34                                                                                             | 0.24                                                                                             | 0                                                                                                | 0                                                                                                | 0                                                                                                | 0                                                                                                | 0                                                                                                | 0                                                                                                | 0                                                                                                | 0.20                                                                                             | 0.34                                                                                             | 1.6                                                                                              |
| Fuente n.º 1: Servicio Meteorológico Nacional                                                    |                                                                                                  |                                                                                                  |                                                                                                  |                                                                                                  |                                                                                                  |                                                                                                  |                                                                                                  |                                                                                                  |                                                                                                  |                                                                                                  |                                                                                                  |                                                                                                  |                                                                                                  |
| Fuente n.º 2: Colegio de Postgraduados (Días de nevadas)                                         |                                                                                                  |                                                                                                  |                                                                                                  |                                                                                                  |                                                                                                  |                                                                                                  |                                                                                                  |                                                                                                  |                                                                                                  |                                                                                                  |                                                                                                  |                                                                                                  |                                                                                                  |

## Educación
Existen 1637 planteles, y existe 117,161 estudiantes registrados para el 2024.